# جووانی رودریگز
جووانی رودریگز (انگلیسی: Giovanni Rodríguez؛ زادهٔ ۲۵ اوت ۱۹۹۸) بازیکن فوتبال اهل اسپانیا است.
از باشگاه‌هایی که در آن بازی کرده‌است می‌توان به باشگاه ورزشی تنریف اشاره کرد.